# فرودگاه سورل
فرودگاه سورل (به انگلیسی: Sorel Airport) یک فرودگاه همگانی است که یک باند فرود آسفالت دارد و طول باند آن ۱۲۱۹ متر است. این فرودگاه در کشور کانادا قرار دارد و در ارتفاع ۲۳ متری از سطح دریا واقع شده است.